# Garrofer del carrer Urgell (el Masnou)
El garrofer del carrer Urgell és un garrofer (Ceratonia siliqua) del Masnou (Maresme). És un arbre de fulla perenne de la família de les lleguminoses que mesura aproximadament 7 metres d'alçada, per 2 metres de volta de canó d'on surten tres branques imponents, i 2,80 de volt de soca. El seu tronc és curt i presenta una copa arrodonida, densa i fosca. L'escorça és gruixuda i amb fissures; la fulla composta i paripinnada, és de color verd fosc. Aquest arbre pot viure molts anys.
Una característica d'aquesta espècie és que no comença a donar fruits fins al sisè o el setè any. El seu fruït, conegut com a garrofa, té forma de beina i és de color marró fosc tirant a negre; al seu interior té de 12 a 16 llavors de consistència dura, incrustades en una polpa també marró de sabor molt dolç. Està molt ben cuidat.